# 克魯季戈爾比
49°25′32″N 30°36′47″E / 49.42556°N 30.61306°E
克魯蒂-霍爾比（烏克蘭語：Круті Горби）是位於烏克蘭北部的村莊，由基辅州白采爾克瓦區的塔拉夏市鎮負責管轄。該村面積2.35平方公里，海拔高度231米，2001年人口727，人口密度每平方公里309人。